# Sénèque l'Ancien
Pour les articles homonymes, voir Sénèque (homonymie).
Sénèque l'Ancien ou Sénèque le Rhéteur (en latin Lucius Annaeus Seneca, v. 54 av. J.-C. - v. 39) est un rhéteur aisé de rang équestre originaire de Corduba en Bétique, installé à Rome au Ier siècle av. J.-C. Il est l'auteur d'une compilation sur les déclamations titrées Sentences, divisions et couleurs des orateurs et des rhéteurs.
Marié à Helvia, il eut pour fils Gallion et Sénèque dit « le Jeune » ; par un autre de ses enfants, Mela, il est grand-père de l'écrivain Lucain.

## Œuvres

### Anthologie rhétorique
À la fin de sa vie, Sénèque constitue une compilation des meilleurs extraits de déclamations qu'il a entendus ou lus, intitulée Oratorum et rhetorum sententiae, divisiones, colores (Sentences, divisions et couleurs des orateurs et des rhéteurs). Ces déclamations sont des discours fictifs composés comme exercices de rhétorique, selon deux genres : dix livres portent sur les controverses, composées sur le modèle des plaidoiries prononcées devant un tribunal, et un livre concerne les suasoriae, discours délibératifs pour proposer ou repousser une action ou une mesure. Chaque chapitre prend un sujet de déclamation et cite des extraits de multiples discours, donnant les formules brillantes (sententiae), les articulations de l'argumentation (divisiones) et les points de vue examinés (quaestiones), par exemple le point de vue légal, puis celui de l'équité. Sont également indiqués les couleurs (colores), c'est-à-dire les motivations prêtées aux personnes et aux actes de la cause étudiée. Sont examinés 74 sujets de controverses, pour des situations souvent violentes ou romanesques (7 cas de viols, autant d'adultères) ou des situations familiales extravagantes, et 7 sujets de suasoriae, au travers de citations de 120 déclamateurs, Romains pour les trois quarts, Grecs pour le reste. Cet ouvrage à destination pédagogique est un document de premier ordre sur l'art de la déclamation latine et grecque au Ier siècle,.

### Histoire depuis le début des guerres civiles
Sénèque l'Ancien est également l'auteur d'un traité sur l'histoire de Rome, les Historiae ab initio bellorum civilium, dont il ne reste que des fragments. L'existence de ce traité est connue par la mention qu'en fait Sénèque le fils dans son ouvrage De vita patris (La Vie de mon père). Le seul fragment connu de l'œuvre a longtemps été une citation faite par l'auteur chrétien Lactance dans son Institutiones Divinae (en VII, 15, 14). Cependant, des fragments ont été découverts dans les années 2010 grâce à l'analyse d'un papyrus carbonisé (P.Erc.1067) retrouvé dans la Villa des Papyrus (probable propriété de Pison, beau-père de Jules César) à Herculanum. L'analyse, menée par l'université de Naples, en Italie, a été rendue publique en mai 2018. Ces fragments ont été publiés par la papyrologue Valeria Piano dans la revue Cronache Ercolanesi n°47 (p. 163-250).